# Palazzo Milesi (Roma)

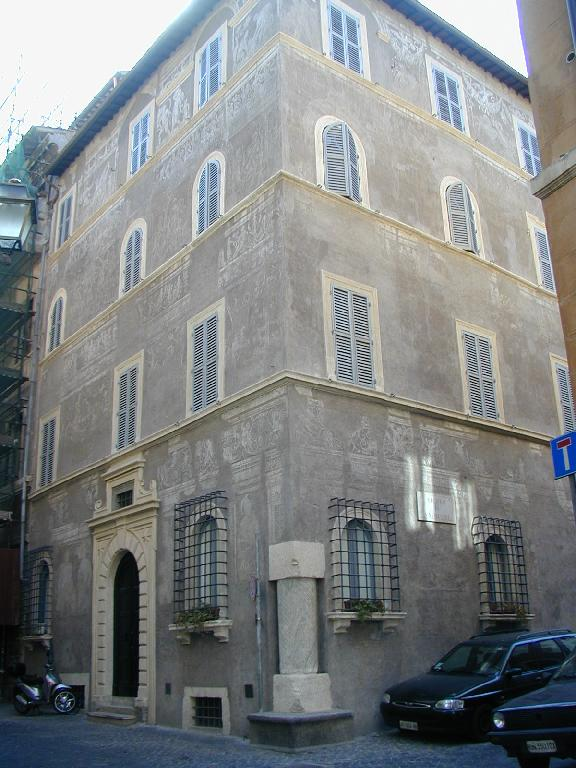
Vista do palácio.

Palazzo Milesi é um palácio renascentista localizado na Via della Maschera d'oro, esquina com o Vicolo di San Simeone, no rione Ponte, que deve seu nome a um afresco de uma máscara dourada do século XVI que ficava no centro de sua fachada, hoje perdido. O edifício remonta ao século XIV e foi construído para a família Milesi.

## História
Giovanni Giuseppe Milesi, um acadêmico da família Milesi, originária dos Mili de Bordogna (Roncobello), um ramo dos Fonda de Bérgamo do final do século XIII, se mudou para Roma em 140 e nos primeiros anos do século XVI ordenou a construção de um palácio reunindo e sobrepondo três outros palácios distintos que ficavam no local.
Milesi contratou Polidoro da Caravaggio e Maturino da Firenze para pintar em afresco a fachada com cenas mitológicas. Monocromáticas (grisaille), como era o hábito no século XV, as cenas já estavam deterioradas na época do saque de Roma pelos lansquenete em 1527. A realização destes afrescos, em sua representação escultórica dinâmica, geraram muito interessa na época, a ponto de Vasari os decrever como uma "obra de beleza que cópia nenhuma poderia melhorar". Em 1576, Cherubino Alberti foi contratado para realizar uma máscara dourada no centro de um festão sustentado por um cupido que deu nome à via em frente ao palácio, mas hoje completamente perdido. Marzio Milesi, em 1615, vendeu o palácio aos Baccani e se mudou de volta para Bérgamo.
Estas pinturas na fachada foram copiadas por muitos artistas, dando origem a desenhos por Golsius, Galestruzzi, Rubens e del Maccari. Na restauração de 2006, foi possível recuperar elementos que confirmam a datação no século XV do palácio, mas também a presença de uma lógia, provavelmente destruída durante um terremoto.

## Descrição
A fachada do Palazzo Milesi se apresenta em três pisos e está decorada graças à reforma realizada em 2006. Os afrescos em grisaille apresentam uma iconografia complexa que narra virtudes e eventos da mitologia clássica. A história de Níobe, na parte central do primeiro piso, foi executada por Polidoro da Caravaggio, no segundo plano estão alguns personagens mitológicos ao passo que no terceiro estão cenas do "Rapto das Sabinas", de Catão Uticense e das leis de Numa Pompílio. No portal com moldura em silhares rusticados, está a inscrição "MILESIA", nome dos proprietários originais. A fachada do piso térreo também é levemente rusticada.
Os desenhos dos afrescos originais estão hoje conservados na Galeria Uffizi, em Florença, e no Gabinetto Nazionale delle Stampe, e foi com base neles que se tornou possível recuperar a fachada ao seu aspecto original. Não foi possível reconstituir a famosa máscara de ouro que ficava no centro da fachada porque dela só restaram relatos escritos.